# Semnan (Provinz)
Semnan (persisch سمنان) ist eine der 31 Provinzen im Iran. Sie hat die gleichnamige Stadt Semnan zur Hauptstadt.
In der nordiranischen Provinz leben 702.360 Menschen (Volkszählung 2016). Die Fläche der Provinz erstreckt sich auf 97.491 Quadratkilometer. Die Bevölkerungsdichte beträgt 7 Einwohner pro Quadratkilometer.

## Geographie
Die nur gering besiedelte Provinz Semnan liegt im nördlichen Teil des Iran. Sie grenzt im Norden an die Provinzen Golestan, Mazandaran und Nord-Chorasan, im Westen an die Provinzen Teheran und Qom, im Süden an die Provinz Esfahan, sowie im Osten an die Provinz Razavi-Chorasan.
Im Zentrum befindet sich die Provinzhauptstadt Semnan mit 126.780 Einwohnern  (Volkszählung 2006). Die größte Stadt mit 132.379 Einwohnern (Volkszählung 2006) ist jedoch Schahrud. Semnan ist teilweise sehr gebirgig und umfasst Teile der Großen Salzwüste Dascht-e Kawir (auch Kawir-e Namak).

## Geschichte
Bistam (Bastam bei Shahrud) ist im Jahre 803 Geburtsort von Bāyazīd Bistāmī, dem späteren persischen islamischen Mystiker des Sufismus.
Am 13. November 1948 wurde in Sorche, Provinz Semnan, Hassan Rohani geboren, der spätere iranische Politiker und seit dem 14. Juni 2013 der siebte Präsident der Islamischen Republik Iran.
Am 28. Oktober 1956 wurde in Garmsar, Provinz Semnan, Mahmud Ahmadinedschad geboren, der spätere iranische Politiker und von 2005 bis 2013 der sechste Präsident der Islamischen Republik Iran.

## Sehenswürdigkeiten
- Ruinenhügel Tepe Hissar
- Ruinen der Tārichāne-Moschee
- Antike Stadt Hekatompylos, Hauptstadt von Parthien
- Ruinen der Zitadelle von Damghan
- Seldschuken-Moschee in Bastam
- Dorf Charaqan
- Ruinen der Burg Byar
- Ruinen der Moschee in Farumad
- Museum der Stadt Schahrud
- Arg-Tor aus der Kadscharenzeit, Stadt Semnan

## Wirtschaft
In der Provinz werden Getreide und Baumwolle angebaut. Die historisch wichtigsten Industriezweige sind die Textil- und Teppichproduktion, heute spielt auch die Automobil- und Fahrradproduktion eine wichtige Rolle. Semnan liegt an den Handelsrouten zwischen der iranischen Hauptstadt Teheran und der Hauptstadt der Provinz Razavi-Chorasan, Maschhad. Semnan ist an beide Städte durch Straßen und Bahnlinien angebunden.

## Verwaltungsgliederung

Verwaltungsbezirke der Provinz

Die Provinz gliedert sich in acht Verwaltungsbezirke:
- Aradan
- Damghan
- Garmsar
- Mehdishahr
- Meyami
- Semnan
- Schahrud
- Sorche

## Hochschulen
- Damghan-Universität der Basiswissenschaften
- Universität von Semnan
- Universität von Schahrud
- Semnan-Universität der Medizinwissenschaften
- Islamische Azad-Universität von Semnan
- Islamische Azad-Universität von Schahrud
- Islamische Azad-Universität von Garmsar
- Schahrud-Universität der Medizinwissenschaften
- Schahrud-Universität der Technologie